# Число на Смит
Число на Смит (на английски: Smith number) се нарича съставно число, за което при дадена основа (по подразбиране основа 10), сумата на цифрите му е равна на сумата на цифрите в разлагането му на прости множители (без 1).
Например, 378 = 2 × 3 × 3 × 3 × 7 е число на Смит, тъй като 3 + 7 + 8 = 2 + 3 + 3 + 3 + 7. Ако в разлагането на числото има квадрат, куб, и т.н., прост множител, повдигнат на някаква степен, то този прост множител се сумира толкова пъти, на каквато степен е повдигнат.
В това определение многоцифрените прости множители се взимат като отделните си цифри. Така например, 22 се разлага на простите числа 2 × 11, следователно се взимат трите цифри 2, 1, 1. Следователно, 22 също е число на Смит, тъй като 2 + 2 = 2 + 1 + 1.
Първите 50 числа на Смит са:
4, 22, 27, 58, 85, 94, 121, 166, 202, 265, 274, 319, 346, 355, 378, 382, 391, 438, 454, 483, 517,526, 535, 562, 576, 588, 627, 634, 636, 645, 648, 654, 663, 666, 690, 706,728, 729, 762, 778, 825, 852, 861, 895, 913, 915, 922, 958, 985, 1086 … (редица A006753 по номенклатурата OEIS)
Числата на Смит са наречени така от Албърт Уилански of Университета Лихай в Пенсилвания. През 1982 г. той ги въвежда, след като открива свойството в телефонния номер (493 – 7775) на своя зет Харълд Смит:
4937775 = 3 × 5 × 5 × 65837, и същевременно
4 + 9 + 3 + 7 + 7 + 7 + 5 = 3 + 5 + 5 + 6 + 5 + 8 + 3 + 7 = 42.